# Autoroute R6 (Kosovo)
Pour les articles homonymes, voir R6.
L'autoroute R6 (en albanais : Autostrada R 6) ou Autostrada Prishtinë-Han i Elezit ou  Autostrada Prishtinë-Shkup ou  Autostrada Arbën Xhaferi est une autoroute au Kosovo qui s'étend de Pristina jusqu'à Han i Elezit  .

## Présentation
Faisant partie la route européenne 65, elle se compose de deux voies de circulation et d'une voie d'urgence dans chaque sens de conduite séparées par un terre-plein central.
La construction de l'autoroute a commencé en juillet 2014. Le 31 décembre 2016, les 23 premiers kilomètres de Pristina à Babush i Muhaxherëve ont été ouverts à la circulation. Le 22 décembre 2017, 11 kilomètres supplémentaires entre Babush i Muhaxherëve et Ferizaj ont été ouverts à la circulation. En juin 2018, un autre tronçon a été ouvert au trafic de Ferizaj à Kaçanik. En mai 2019, le dernier tronçon de l'autoroute a été ouvert de Kaçanik à Elez Han.